# نقيض (لغة)

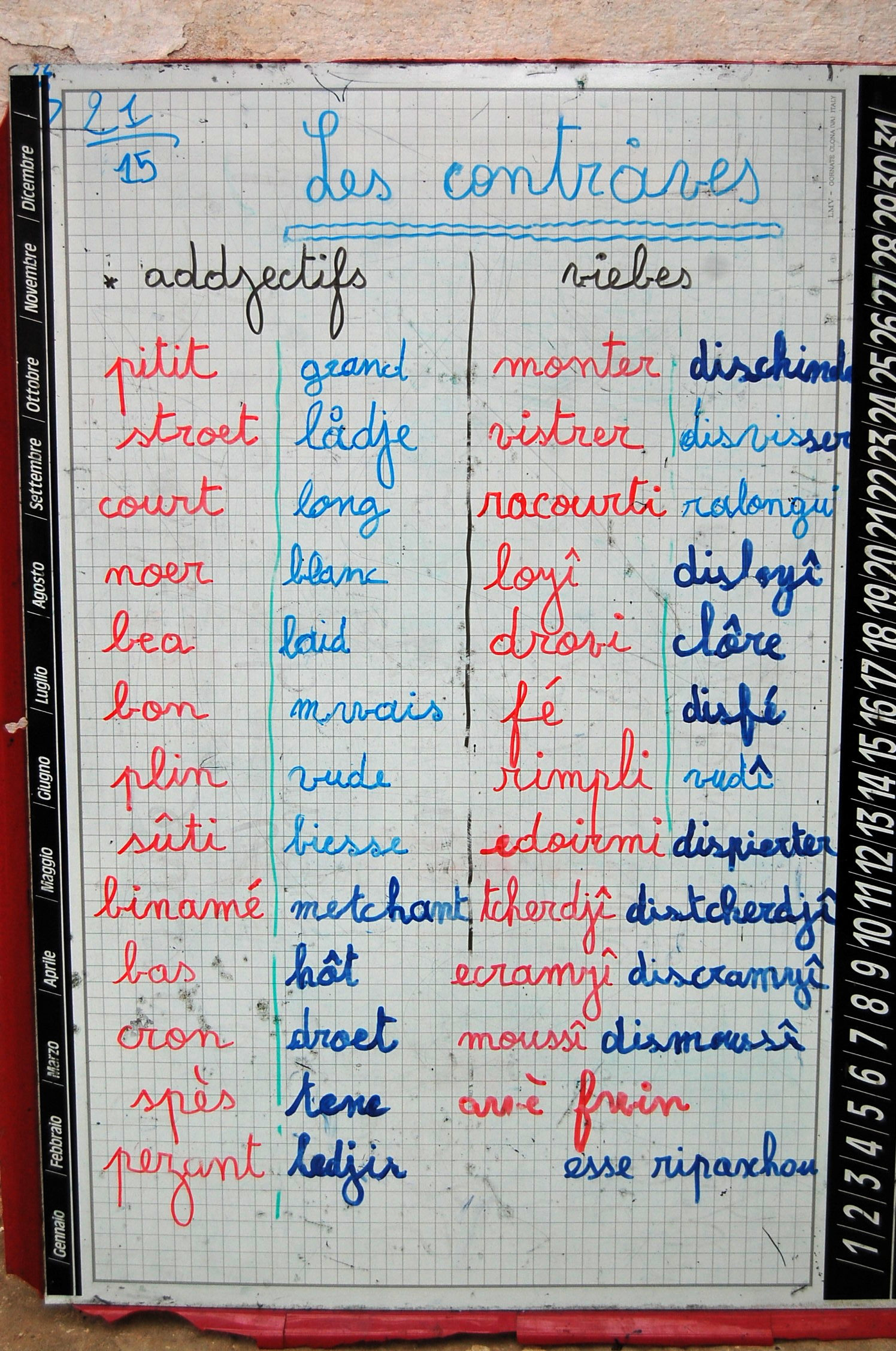

في التعريف اللغوي، نقيض هي الكلمة التي تخالفها في المعنى ولا تجتمع معها بوجه واحد. فمثلا الشك نقيض اليقين؛ ولكن الهُزْأة ليس نقيض الهُزَأة بل هو معكوس منه. وقد يطلق على الضد.

## حواش
1. ↑  الهزأة بزاي ساكنة يراد به من يهزأ الناس به، أما الهزأة بفتح الزاي فيقصد به من يهزأ بالناس
2. ↑  Relational antonym; converse